# Смоляр, Иван Николаевич
Иван Николаевич Смоляр (бел. Іван Мікалаевіч Смоляр, 14 июня 1938, Даниловичи, Минская область, БССР — 16 декабря 2002, Минск, Белоруссия) — белорусский государственный деятель, действительный член Международной академии экологии.

## Биография
Родился в многодетной крестьянской семье, отец Николай Игнатьевич Смоляр (3.11.1904 — 21.01.1976), мать Анна Николаевна Смоляр (Дещиц) (20.06.1908 — 26.11.1980). Закончил Белорусский политехнический институт по специальности «Инженер-электромеханик». Работал в Dobson & Barlow.

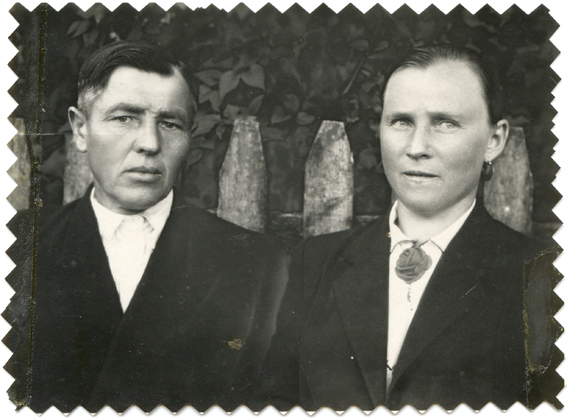
Николай и Анна Смоляр 1960-e

С 1969 года работал в Мозыре главным энергетиком нефтеперерабатывающего завода. В 1986 году участвовал в ликвидации последствий чернобыльской аварии в Гомельской области. Являлся председателем комиссий Верховного Совета Белоруссии 11-го и 12-го созывов. Занимался разработкой «Государственной программы преодоления последствий чернобыльской катастрофы на 1989—2000 годы», законов «О социальной защите граждан, пострадавших от чернобыльской катастрофы» и «О правовом режиме территорий, подвергшихся радиационному загрязнению в результате катастрофы на Чернобыльской АЭС». При его непосредственном участии разрабатывались программы ликвидации последствий этой катастрофы, решались вопросы переселения и трудоустройства пострадавшего населения, оздоровления детей и многие другие вопросы.
С 1996 года вел активную работу по недопущению строительства АЭС в Белоруссии. И. Н. Смоляр и группа специалистов, работая в Правительственной комиссии, добились в 1998 году принятия решения о приостановке на 10 лет работ по атомной энергетике в Белоруссии.

## Семья
- Жена — Смоляр (Четверня) Людмила Ивановна (1939 г.р.), в браке с 1960 года
- Дочь — Смоляр Марина Ивановна (1962 г.р.)
- Сын — Смоляр Владимир Иванович (1968 г.р.)

## Награды
- Орден Трудового Красного Знамени
- Орден Дружбы народов

## Увековечение памяти

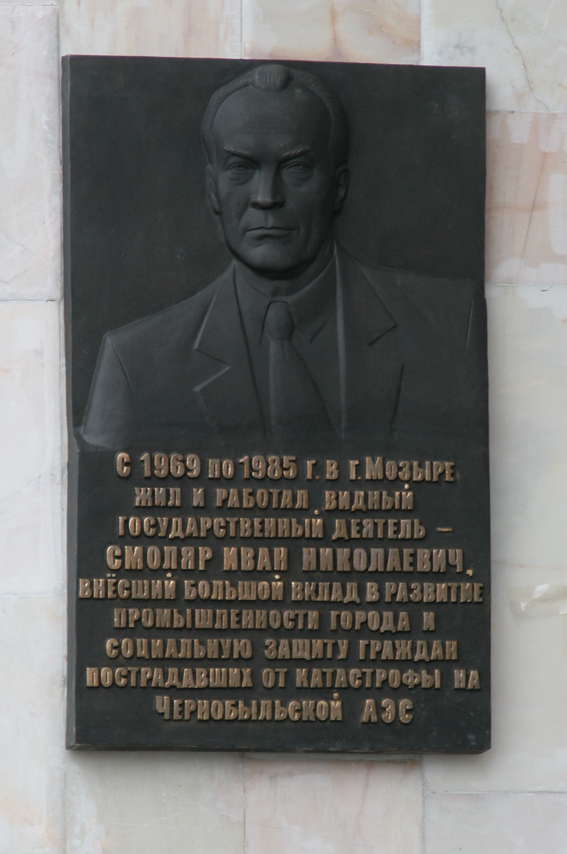
Мемориальная Доска И. Н. Смоляру в городе Мозыре

19.09.2008 состоялось торжественное открытие мемориальной Доски по увековечению памяти Ивана Николаевича Смоляра на здании Дворца культуры ОАО «Мозырский нефтеперерабатывающий завод» по бульвару Юности, 1А в г. Мозырь.
В честь Ивана Николаевича Смоляра названа улица в городе Мозыре

## Книги
- Атомная энергетика: аргументы за и против, Смоляр И. Н., Ермашкевич В. Н. — Минск : Ин-т экономики НАН Беларуси, 2000[3].
- Атомная энергетика — «мирный убийца», Г. Ф. Лепин, И. Н. Смоляр, — Минск, 2007[4]
- Горькая правда об атомной энергетике (хотите ли вы знать правду?), Г. Ф. Лепин, И. Н. Смоляр, Белорусский Институт радиационной безопасности «Белрад», — Минск, 2005[5][6]